# Kokpekty
Kokpekty är en ort i Kazakstan. Den ligger i den östra delen av landet, 800 km öster om huvudstaden Astana. Kokpekty ligger 514 meter över havet och antalet invånare är 5 165.
Terrängen runt Kokpekty är platt. Runt Kokpekty är det mycket glesbefolkat, med 3 invånare per kvadratkilometer. Det finns inga andra samhällen i närheten. Trakten runt Kokpekty består i huvudsak av gräsmarker.